# Miedo al éxito (psicología)
El miedo al éxito (también llamado en algunas fuente nikefobia, del griego νική niké, "victoria", o también Complejo de Jonás) es una condición psicológica caracterizada porque el individuo, ante la posibilidad de alcanzar el éxito en un área determinada, realiza esfuerzos, conscientemente o no, por arruinar dicha posibilidad.

## Características
Este comportamiento suele estar asociado a la baja autoestima o al miedo indirecto a los efectos que implican el éxito.
- No ser capaz de conservar el estado de éxito. Miedo al fracaso.
- Miedo al rechazo de la comunidad a causa del éxito.
- Miedo a no obtener el éxito o no merecerlo. Sentimiento de inferioridad o falta de autoconfianza.

## Causas
Se han aducido un número indeterminado de razones que podrían provocar el miedo al éxito. Hasta el momento, la vasta mayoría de las mismas apuntan hacia la niñez como el tiempo en que este miedo se origina. Algunas de las causas mencionadas son:
- Asociación del éxito con el trauma, con la pérdida de privacidad o con el aumento de tensiones y responsabilidades.
- Comentarios negativos recurrentes que provocan la reducción de la autoestima del individuo.
- "Inflación" o elevación de la idea de éxito.